# Na własną rękę (powieść)
Na własną rękę (norw. Fare for gjentakelse) – powieść kryminalna norweskiego pisarza, Chrisa Tvedta (zdobywcy Nagrody Rivertona w 2010), opublikowana w 2007. Pierwsze polskie wydanie ukazało się w 2012 nakładem wydawnictwa Nasza Księgarnia.

## Akcja
Jest drugą powieścią w cyklu z adwokatem Mikaelem Brenne. Akcja dotyczy pozornie niemożliwej do wygrania sprawy Alvina Mo, oskarżonego o zamordowanie z wyjątkowym okrucieństwem czternastolatki. Mo był człowiekiem o nietypowym wyglądzie: całkowicie pozbawionym włosów, bardzo jasnej karnacji i nikłych rysach twarzy. Brenne wybrania go na sali sądowej, ale pewien epizod upewnia go w przekonaniu, że Mo był faktycznie zabójcą. Wkrótce po procesie Mo zostaje zamordowany, również w sposób okrutny, po licznych torturach. Na ławie oskarżonych zasiada tym razem ojciec zabitej wcześniej nastolatki – Hans Godvik, gdyż wszystkie dowody prowadzą w jego kierunku. Brenne podejmuje się jego obrony, mimo że ten próbował go wcześniej zgładzić, uznając, że współdziałał z zabójcą jego córki. Prywatne śledztwo podjęte przez Brennego prowadzi m.in. do środowiska wielbicieli pornografii sadystycznej.